# Szőllősrosztoka
Szőllősrosztoka (más néven Szőlősrosztoka, Ugocsarosztoka, ukránul: Мала Розтока) falu Ukrajnában, Kárpátalján, a Huszti járásban.

## Fekvése
Füzesmező, Cserhalom, Gázló és Felsőkaraszló között fekszik, a Borzsa folyó mellett.

## Története
A trianoni békeszerződés előtt Ugocsa vármegye Tiszáninneni járásához tartozott. 1910-ben 234 lakosa volt, nagyrészt ruszinok és görögkatolikusok. 

## Népesség
2001-ben 510-en lakták.

| 2001 | 510 |